# La Messe des relevailles
La Messe des relevailles est un tableau réalisé par le peintre espagnol Francisco de Goya vers 1808-1812. Cette huile sur toile représente l'intérieur d'une église pendant une messe des relevailles, alors que la jeune mère en train d'être purifiée est à genoux près d'un grand cierge derrière le prêtre, lequel est tourné vers l'autel et un crucifix. Léguée en 1899 par Jean-Baptiste Alexandre Damase de Chaudordy, ancien ambassadeur de France en Espagne, l'œuvre est conservée depuis 1900 au musée des Beaux-Arts d'Agen, à Agen, dans le Lot-et-Garonne.